# Bacteremia
A bacteremia/bacteriemia (também conhecida como envenenamento do sangue ou toxemia) é a presença de bactérias no sangue.

## Diagnóstico
A bacteremia é geralmente diagnosticada por cultura de sangue, na qual uma amostra do sangue é incubada em um meio que promova o crescimento bacteriano. Já que o sangue normal é esterilizado, o processo normalmente não leva ao isolamento da bactéria. Se, entretanto, bactérias estiverem presentes na corrente sanguínea no momento em que a amostra é coletada, as bactérias vão se multiplicar no meio e poderão ser então detectadas. Qualquer bactéria que acidentalmente atingir o meio de cultura também irá se multiplicar. Por causa disso, as culturas de sangue devem ser motivo de grande atenção ao processo de esterilização. Ocasionalmente, as culturas de sangue irão revelar a presença de bactérias que representam contaminação da pele da qual a cultura foi obtida. Desta maneira, as culturas de sangue devem ser repetidas diversas vezes para determinar se as bactérias estão persistentes ou presentes de modo temporário.

## Consequências
A bacteremia é o principal meio pelo qual as infecções locais se espalham para órgãos distantes (conhecido como dispersão hematógena). Esta geralmente é temporária, devido a uma resposta vigorosa do sistema imune quando a bactéria é detectada no sangue. A disseminação hematógena da bactéria é parte da fisiopatologia da meningite, endocardite,  doença de Pott e muitas outras formas de osteomielite.
Uma condição relacionada, a sepse, refere-se à presença de infecção causada por fungos, bactérias ou suas toxinas na corrente sanguínea, normalmente seguida por uma inflamação sistêmica.
A bacteremia frequentemente exige uma resposta vigorosa do sistema imune. Os diversos acontecimentos relacionados a esta resposta (como febre, resfriados ou hipotensão) são conhecidos como sepse. No caso de distúrbios mais severos na temperatura, respiração, batimento cardíaco ou contagem de células brancas do sangue, a resposta é caracterizada como síndrome séptica, choque séptico, e pode resultar em síndrome de disfunção múltipla de órgãos (MODS).